# Purcari
Purcari è un comune della Moldavia situato nel distretto di Ștefan Vodă di 2.891 abitanti al censimento del 2004.

## Località
Il comune è formato dall'insieme delle seguenti località (popolazione 2004):
- Purcari (2.253 abitanti)
- Viișoara (638 abitanti)